# Puesto de adelantamiento y estacionamiento de trenes

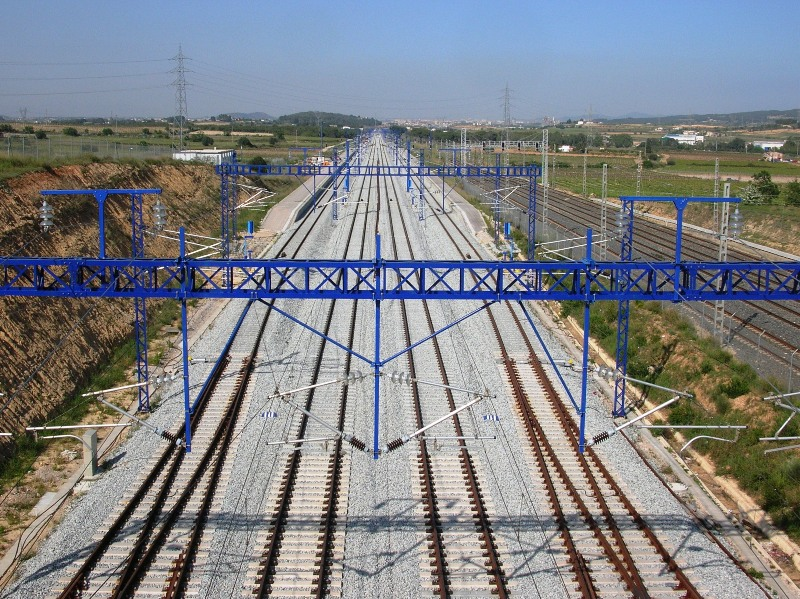
PAET de Arbós (Tarragona) en la L.A.V. Madrid-Zaragoza-Barcelona-Frontera Francesa.

Se denomina Puesto de Adelantamiento y Estacionamiento de Trenes (PAET) a un apartadero ferroviario que permite el rebase de trenes más lentos en una línea de alta velocidad. 

## Historia
El concepto se acuñó por parte de RENFE en 1992 con la apertura del Nuevo Acceso Ferroviario a Andalucía. Muchos apartaderos de líneas convencionales son usados con la misma finalidad que los PAET de las líneas de alta velocidad.

## Configuración
Un PAET se compone generalmente de 4 vías, dos vías principales que pertenecen a la línea y que quedan en el centro, y dos vías de apartado a cada lado que normalmente disponen de un andén. Para realizar un adelantamiento, el tren que circula delante entra en la vía de apartado y se estaciona, mientras que el que circula detrás continúa circulando por la vía principal sin reducir su velocidad en ningún momento.
La distribución de los PAET a lo largo de la línea es homogénea, existiendo un PAET y un puesto de banalización cada ciertos kilómetros si no existen estaciones que permitan realizar estas maniobras. En la actualidad, muchas estaciones de alta velocidad se realizan con la misma configuración de un PAET, ya que así se permite que los trenes sin parada circulen por las vías principales sin tener que reducir su velocidad al paso por la estación, mientras que las estaciones convencionales requieren una reducción de velocidad y por lo tanto un aumento de los tiempos de viaje de los trenes directos y del consumo energético.
Además, estas instalaciones se utilizan por necesidades técnicas para labores de mantenimiento o seguridad. Por ejemplo, en las bocas de los túneles importantes se sitúa un PAET, que permita estacionar los vehículos de mantenimiento o los trenes en caso de que el túnel se cierre por cualquier motivo.
La existencia de andenes permite que sean utilizados como estaciones, por ejemplo, para trasbordar a los viajeros de un tren averiado. Para este tipo de labores se busca que los PAET tengan un buen acceso por carretera, que permitan enviar equipos de mantenimiento o trasbordar a los pasajeros a autobuses en el caso de corte de la línea.